# Kępno (gmina)
Kępno est une gmina mixte du powiat de Kępno, Grande-Pologne, dans le centre-ouest de la Pologne. Son siège est la ville de Kępno, qui se situe environ 144 km au sud-est de la capitale régionale Poznań.
La gmina couvre une superficie de 124,03 km2 pour une population de 24 308 habitants.

## Géographie
Outre la ville de Kępno, la gmina inclut les villages de Biały Młyn, Borek Mielęcki, Domanin, Dziekania, Hanulin, Kierzenko, Kierzno, Kliny, Krążkowy, Mechnice, Mikorzyn, Myjomice, Olszowa, Osiny, Ostrówiec, Przybyszów, Pustkowie Kierzeńskie, Rzetnia, Świba, Szklarka Mielęcka et Zosin.
La gmina borde les gminy de Baranów, Bralin, Doruchów, Kobyla Góra, Ostrzeszów et Wieruszów.